# Бијела Русија
Бијела Рус (рус. Белая Русь, грч. Λευκορωσία) једна је од историјског подјела Руса по колористичкој шеми, која обухвата и Црну и Црвену Рус. Током касног средњег и раног новог вијека, назив Бијела Рус је био неодређен, означавајући низ различитих регија на подручју савремене Бјелорусије, Русије и Украјине. Израз је забиљежен углавном у западноевропским изворима, почев од средине 13. вијека. До краја 15. вијека, велика већина помињања Бијеле Руси (лат. Russia Alba) односи се на територију Великог Новгорода (Новгородска република). Касније су се земље сјевероисточне Руси почеле звати овим називом. У Жечпосполити се назив Бијела Рус с краја 16. вијека користио у односу на дио савремене територије Бјелорусије, тј. Полоцке земље. Од двадесетих година 17. вијека, израз је везан за источне, подвинско-подњепровске, земље Велике кнежевине Литваније. У Руској држави у првом половини 17. вијека  под Бијелом Руси је подразумијевала све источнословенске земље Жечпосполите, а њихове становнике називала „Бјелорусцами”. Касније се значење назив Бијела Рус на руском спојило са значењем израза у Жечпосполити. Сопствени назив становника Бијеле Руси остао је етноним „Русини” или политоним „Литвини”. У 19. вијеку, када су бјелоруске земље биле дио Руске Империје, са развојем образовног систем на руском језику, међу мјесним становништвом проширио се етноним „Бјелоруси”. Од деведесетих година 19. вијека, назив „Бјелорусија” (а касније „Бјеларус”) постао је општеприхваћен као ознака за све територије компактно насељене бјелоруским народом.